# Coniopteryx (Xeroconiopteryx) squamata
Coniopteryx (Xeroconiopteryx) squamata is een insect uit de familie dwerggaasvliegen (Coniopterygidae), die tot de orde netvleugeligen (Neuroptera) behoort. De soort komt voor in Zuid-Afrika.